# Dresden (Schiff, 1908)
Die Dresden war ein Kleiner Kreuzer der deutschen Kaiserlichen Marine und das Typschiff der nach ihr benannten Dresden-Klasse.

## Bau und technische Daten
Ihr Stapellauf erfolgte am 5. Oktober 1907 bei Blohm & Voss in Hamburg. Am 11. November 1908 wurde das Schiff von der Kaiserlichen Marine in Dienst gestellt.
Die Dresden verfügte über vier Propeller mit Turbinenantrieb und war das erste Schiff dieser Werft mit einer solchen Antriebsanlage. Sie hatte eine Länge von 118,3 m, eine Breite von 13,5 m und einen Tiefgang von 5,54 m. Die maximale Wasserverdrängung betrug 4.268 t. Die Maschinen leisteten 18.880 PS; damit erreichte das Schiff eine Höchstgeschwindigkeit von 25,2 kn.
Die Bewaffnung bestand aus zehn Seezielkanonen vom Kaliber 10,5 cm mit 1.500 Schuss, acht Schnellladekanonen vom Kaliber 5,2 cm, zwei Maschinengewehren und zwei Unterwasser-Torpedorohren von 45 cm Durchmesser. Sechs der Hauptgeschütze waren an Deck positioniert, die anderen waren in Kasematten unter Deck aufgestellt.

## Geschichte

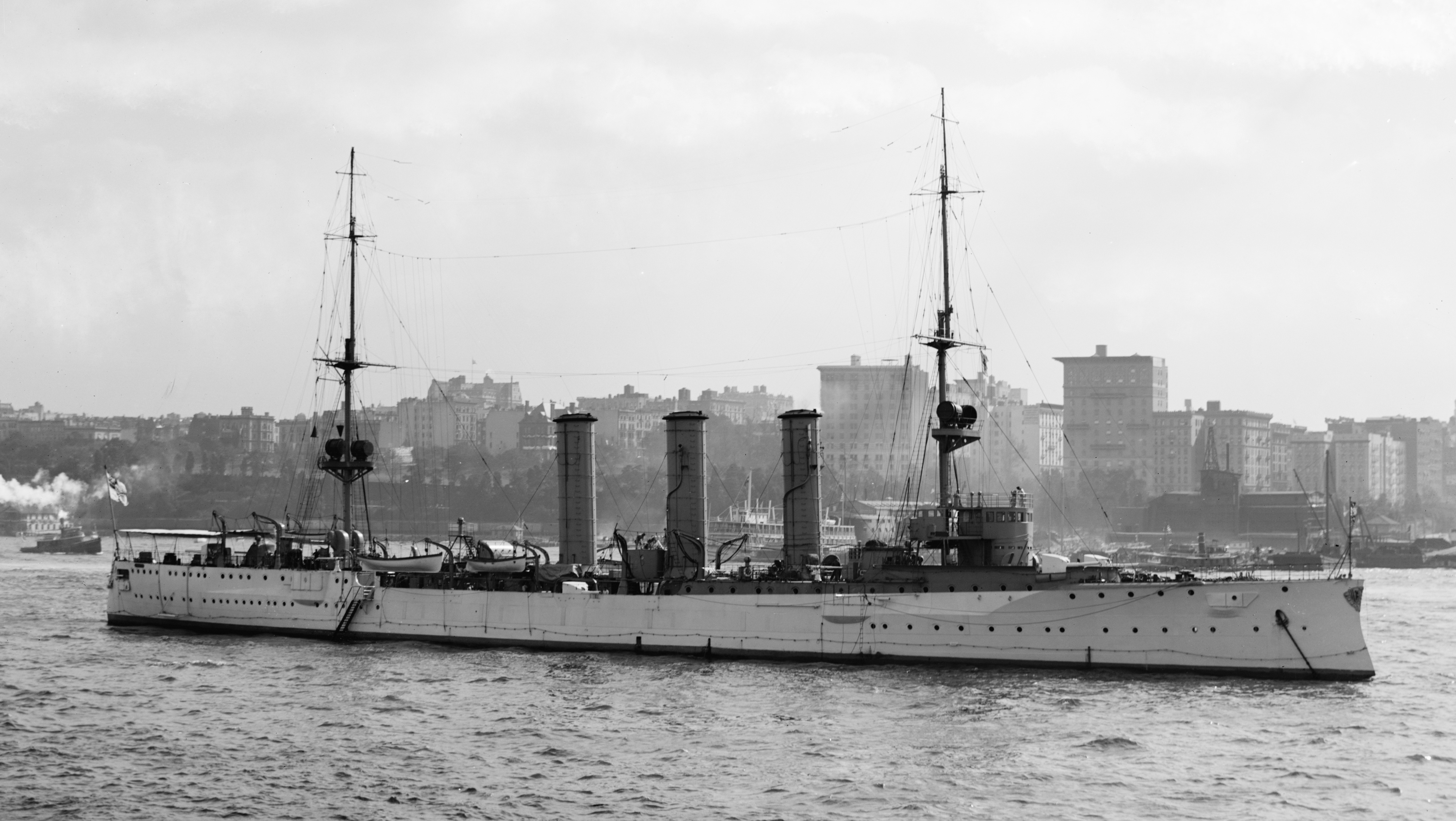
Die Dresden 1909 im Hafen von New York

### Vor dem Ersten Weltkrieg
Erster Kommandant des Schiffes war Korvettenkapitän Graf Harry von Posadowsky-Wehner. Am 28. November 1908 wurde bei einer Messfahrt versehentlich die schwedische Galeasse Cäcilie zum Sinken gebracht. Zwischen dem 24. September und 9. Oktober 1909 nahm die Dresden an den 300-Jahr-Feierlichkeiten anlässlich der Entdeckung des Hudson Rivers in New York teil. Offizieller deutscher Vertreter war Großadmiral Hans von Koester an Bord des Schulschiffes Victoria Louise. Zu dem deutschen Verband gehörten noch das Schulschiff Hertha und der Stationskreuzer Bremen.
Am 16. Februar 1910 kam es zu einer Havarie mit dem Kleinen Kreuzer Königsberg. Während des Ersten Balkankrieges wurde das Schiff vom 6. April bis 23. September 1913 zusammen mit dem Kleinen Kreuzer Straßburg der Mittelmeerdivision zugeteilt. Beide Schiffe erreichten am 13. April Valletta. Am 23. September traf die Dresden zusammen mit der Straßburg wieder in Kiel ein.
Am 13. Dezember 1913 lief die Dresden von Kiel aus, um den Kleinen Kreuzer Bremen auf der ostamerikanischen Station (Golf von Mexiko, Karibik) abzulösen. Ab dem 21. Januar 1914 lag das Schiff in Veracruz. In Mexiko herrschte zu dieser Zeit Bürgerkrieg und zur Wahrung der deutschen Interessen patrouillierten dort Schiffe der Kaiserlichen Marine. Im Juli reiste der ehemalige mexikanische Präsident Victoriano Huerta auf der Dresden ins Exil nach Jamaika. Am 26. Juli 1914 wurde das Schiff auf der Reede von Port-au-Prince (Haiti) vom Kleinen Kreuzer Karlsruhe abgelöst. Dort wurden auch die Kommandanten der beiden Kreuzer ausgetauscht. Nun führte wieder Fregattenkapitän Fritz Lüdecke die Dresden. Angesichts der drohenden Kriegsgefahr trat das Schiff noch am gleichen Tag die Heimreise an. Am 31. Juli 1914 übernahm es in Saint Thomas (Jungferninseln) noch einmal Kohlen. Etwa Mitte August sollte die Dresden in Wilhelmshaven eintreffen. Doch kurz nach dem Verlassen von St. Thomas empfing man ein Telegramm von der deutschen Marineleitung: „Drohende Kriegsgefahr − nicht heimkehren − Kreuzerkrieg führen!“

### Beginn des Ersten Weltkrieges

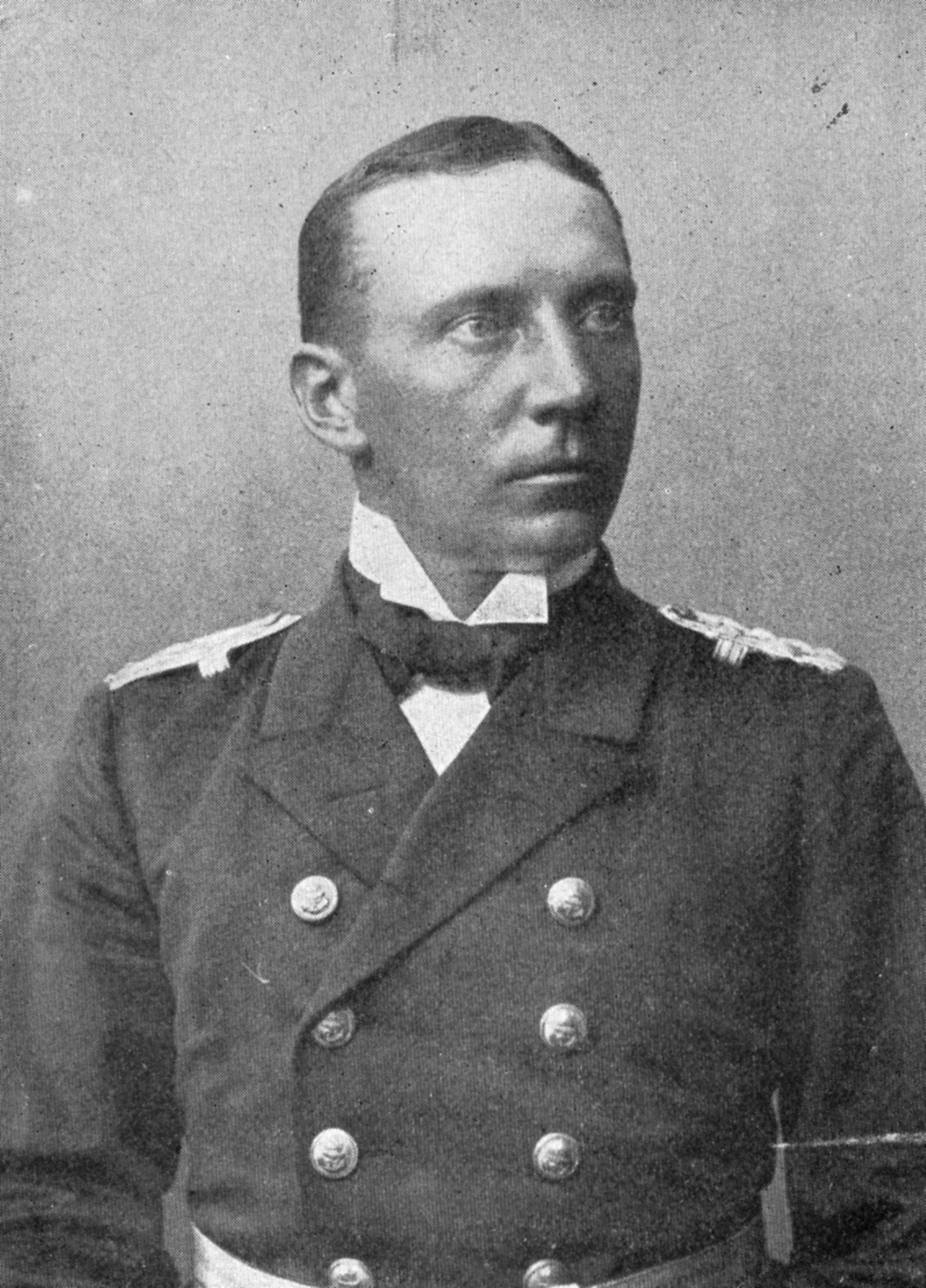
Fregattenkapitän Fritz Lüdecke (1873–1931) 1914

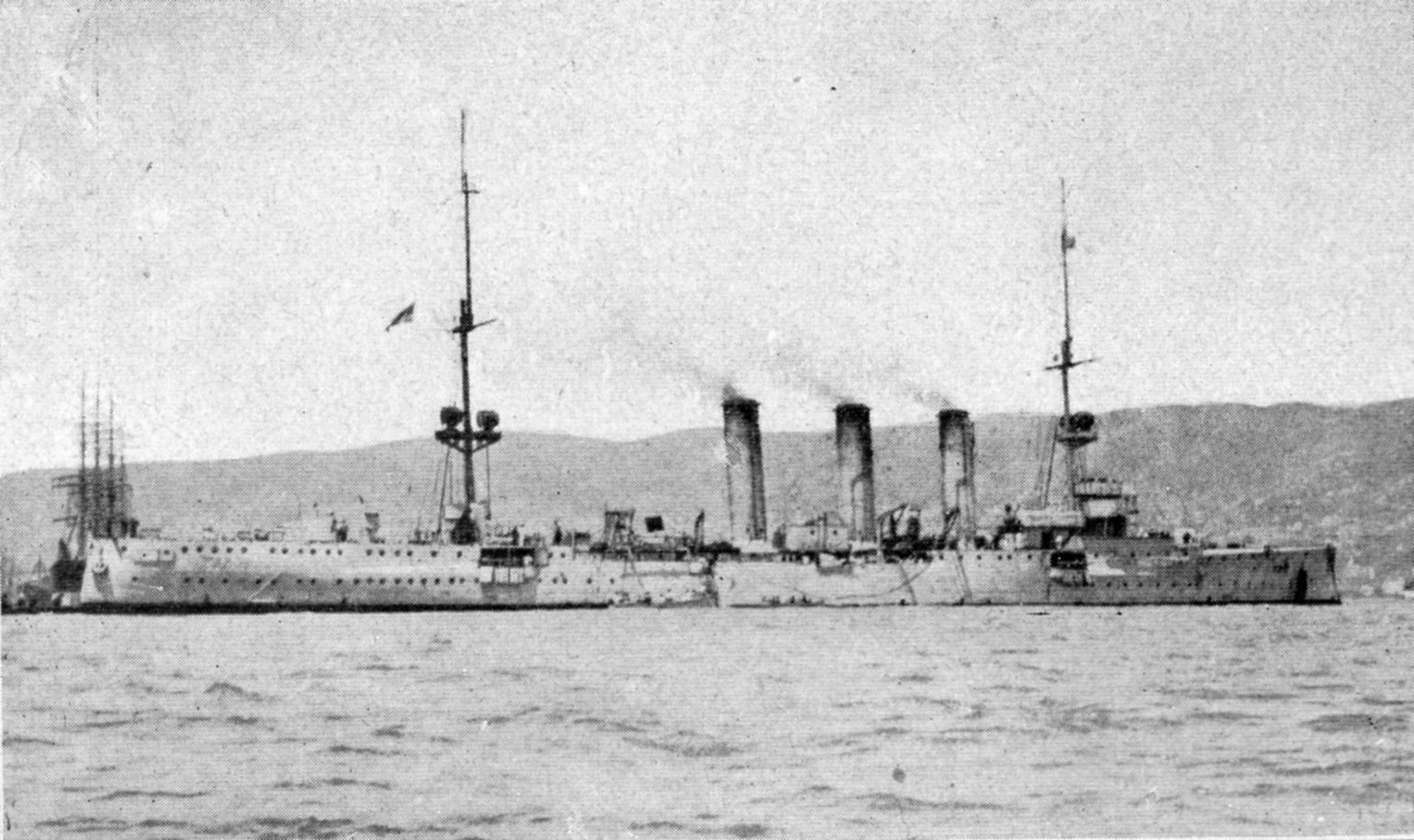
Die Dresden in Valparaiso, Chile, 13. November 1914

Mit dem Beginn des Ersten Weltkrieges beabsichtigte der Kommandant der Dresden, Kreuzerkrieg in der „Zone Drei“ (Ostküste von Südamerika) zu führen. Auf dem Weg zur Mündung des Río de la Plata wurden Anfang August drei britische Handelsschiffe angehalten. Deren Kapitäne wussten angeblich noch nichts vom Kriegszustand, weshalb Kommandant Lüdecke sie wieder entließ. Er hielt sich damit an einen Paragraphen des Haager Abkommens. Per Funk wurde der deutsche Dampfer Corrientes der Reederei Hamburg Süd zur Dresden beordert. Er hatte in Pernambuco eine Ladung Kohlen übernommen und sollte dem Kreuzer als Versorgungsschiff dienen. Nach einer Kohlenübernahme kreuzte die Dresden auf den Handelsrouten im Südatlantik. Am 14. August 1914 konnte sie den britischen Dampfer Hyades versenken. Am 26. August 1914 folgte der Dampfer Holmwood. Zwei weitere britische Schiffe mussten aufgrund ihrer neutralen Ladung wieder entlassen werden. Mittlerweile waren weitere Kohlenschiffe zur Dresden gestoßen. Mit dem Hapag-Dampfer Baden und der Santa Isabel, ebenfalls von der Reederei Hamburg Süd, lief die Dresden nun nach Süden. Die Santa Isabel konnte in Punta Arenas Proviant sowie dringend benötigte Maschinenteile beschaffen. Dabei erfuhr man, dass die alten britischen Panzerkreuzer Good Hope und Monmouth östlich der Magellanstraße standen. In aller Eile wurden am 5. September 1914 in der Orange Bay bei Kap Hoorn Proviant und Kohlen ergänzt sowie Reparaturen ausgeführt. Die Dresden erhielt Befehl, in den Pazifik zu wechseln und sich mit dem Kleinen Kreuzer Leipzig zu vereinen. Am 3. Oktober 1914 bekam man mit der Leipzig Verbindung. Ferner erfuhr man, dass das Ostasiengeschwader unter Vizeadmiral Maximilian von Spee bald vor der chilenischen Küste zu erwarten sei. Am 12. Oktober 1914 trafen sich schließlich alle Schiffe bei der Osterinsel.
Am 18. Oktober 1914 setzte das deutsche Geschwader seine Reise fort und nahm Kurs auf die Küste von Chile. Am 1. November 1914 kam es dort zum Seegefecht bei Coronel. Nach dem erfolgreichen Ausgang dieses Gefechts gelang es der Dresden und der Leipzig, in den nächsten Tagen zwei Segler aufzubringen. Die übrigen Schiffe des Geschwaders waren zur Versorgung in Valparaíso eingelaufen. Schließlich konnten dort auch die beiden restlichen Schiffe am 13. November 1914 ihre Vorräte auffüllen. Anschließend nahm das Ostasiengeschwader Kurs auf Kap Hoorn. Die Dresden konnte hierbei den Frachter North Wales versenken. In der St.-Quentin-Bucht wurde wieder Kohle aufgenommen. Am 6. Dezember 1914 ging es weiter und der Verband erreichte den Atlantik.

### Die Flucht nach der Schlacht bei den Falklandinseln

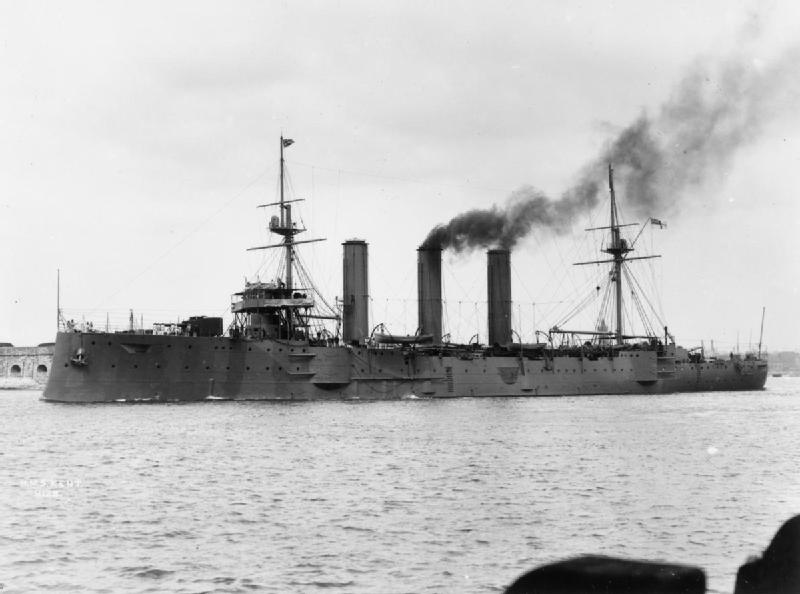
Die Kent

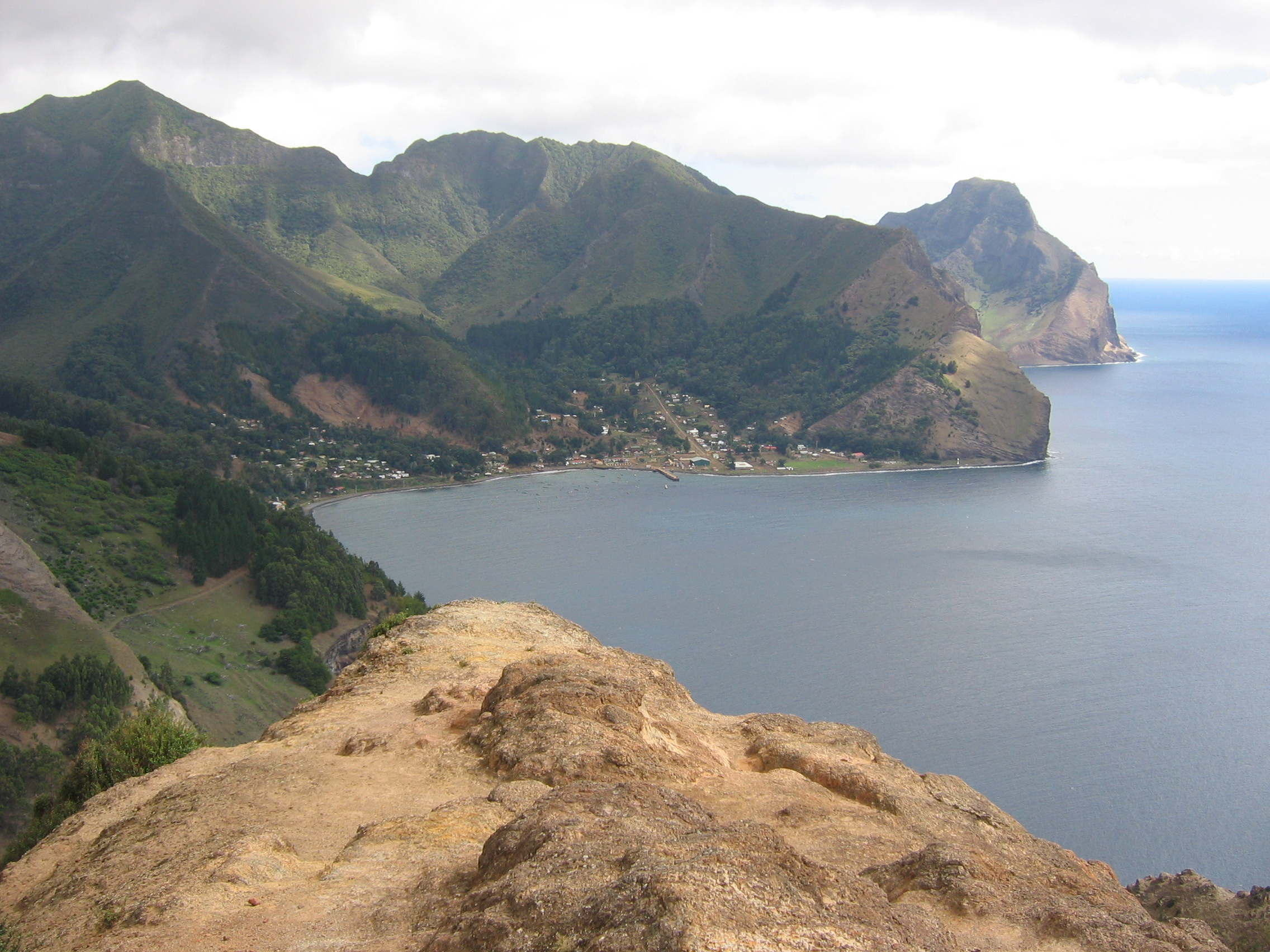
Die Cumberland Bay auf der Robinson-Crusoe-Insel heute. Die Lage des Wracks der Dresden ist am rechten Bildrand als dunkler Schatten im Wasser erkennbar.

Am 8. Dezember 1914 kam es dann zum Seegefecht bei den Falklandinseln. Hierbei entging die Dresden, insbesondere dank der durch den Turbinenantrieb bedingten höheren Maximalgeschwindigkeit, als einziges Kriegsschiff der Vernichtung des Ostasiengeschwaders. In der Folgezeit versteckte es sich in den Fjorden Feuerlands vor seinen britischen Verfolgern. Dabei erhielt das Schiff Unterstützung durch den Deutsch-Chilenen Albert Pagels, der dort als Lotse tätig war. Pagels lotste sie in den Quintupeu-Fjord, südlich von Puerto Montt am Golf von Ancud. Immer wieder wurden die einsamen Buchten und Fjorde Feuerlands durch britische Kriegsschiffe nach der Dresden abgesucht.

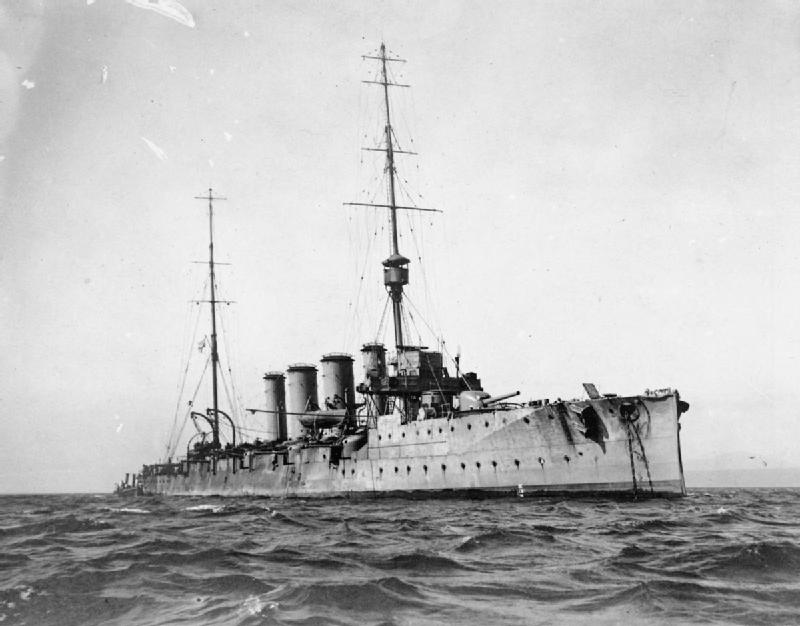
Die Glasgow

Schließlich entschied sich Kapitän Lüdecke, in den Pazifik auszubrechen und dort so lange wie möglich Kreuzerkrieg zu führen. Den Versuch, in die Heimat durchzubrechen, musste er mangels Kohle aufgeben. Zudem waren die Maschinen durch mehrfache Überbelastung auf der Flucht vor ihren Verfolgern − wobei sie zeitweise eine Geschwindigkeit von 26 kn erreichte − in einem sehr schlechten Zustand.
Die in Montevideo befindliche Sierra Cordoba des Norddeutschen Lloyd (NDL) wurde nach der Falklandschlacht am 18. Dezember mit 1.600 t Kohlen, Proviant und Ersatzteilen zur Unterstützung des Kreuzers entsandt. Sie erreichte am 24. Dezember 1914 die Magellanstraße und lief in Punta Arenas ein. Anschließend wurde sie vom britischen Panzerkreuzer Kent kontrolliert. Da in neutralen Gewässern, konnten die Briten das Schiff nicht aufhalten, und deutschen Lotsen gelang es, sie in einer nicht kartierten Bucht − wie auch schon die Dresden  − zu verbergen. Allerdings lagen die Schiffe nun in verschiedenen Buchten, und erst am 19. Januar 1915 gelang die Zusammenführung der beiden deutschen Schiffe, die zuletzt in Punta Arenas gesichtet worden waren (die Dresden vor 37 Tagen und die Sierra Cordoba vor 26 Tagen). Am 13. Februar brachen beide Schiffe aus der Magellanstraße in den Pazifik aus und müssen dabei den britischen Panzerkreuzer Carnarvon sehr dicht passiert haben. Sie versuchten dann auf den bekannten Dampferwegen vor der chilenischen Küste Dampfer aufzubringen, konnten jedoch nur Segler finden. Am 27. Februar 1915 wurde der britische Segler Conway Castle versenkt. Es war die letzte Beute der Dresden. Per Funk bat man um eine weitere Versorgung mit Kohlen. Da die Kohlenvorräte schwanden, wurde die Sierra Cordoba am 3. März nach Callao, Peru, entlassen, wo sie 1.200 t Kohlen übernahm und dann wieder in See ging. Am 20. Februar war die Gotha des NDL unter Kapitän Hillmann mit 3.000 t Kohlen und Maschinenersatzteilen aus Montevideo zur Dresden entsandt worden. Sie sollte etwa am 5. März die Dresden im Pazifik treffen. Doch statt der Versorger kam am 7. März 1915 der britische Panzerkreuzer Kent in Sicht – durch die Funksprüche hatte er die Spur der Dresden wiedergefunden. Nach fünf Stunden Höchstfahrt gelang es der Dresden, ihrem Verfolger noch einmal zu entkommen. Sie nahm Kurs auf die zum neutralen Chile gehörende heutige Robinson-Crusoe-Insel.
Am 9. März 1915 ging der deutsche Kreuzer in der Cumberlandbucht der Robinson-Crusoe-Insel vor San Juan Bautista vor Anker. Er hatte nur noch 80 t Kohle an Bord, und die Maschinen waren durch die lange Höchstfahrt nahezu unbrauchbar geworden. In der darauf folgenden Nacht (9./10. März) erhielt der Kommandant der Dresden durch Funkspruch die Nachricht „Seine Majestät der Kaiser stellt Ihnen frei, aufzulegen“. (d. h., das Schiff internieren zu lassen). Lüdecke beschloss, von dieser Möglichkeit Gebrauch zu machen und das Schiff in Chile internieren zu lassen. Dafür wartete er die Ankunft eines chilenischen Kriegsschiffs ab. Doch statt der erwarteten chilenischen Streitkräfte kamen am Morgen des 14. März 1915 die britischen Kreuzer Glasgow und Kent in Sicht. Unter Missachtung der Neutralität beschossen sie die vor Anker liegende Dresden. Dabei fanden acht Seeleute den Tod. Der Kommandant schickte seinen Adjutanten, Oberleutnant zur See Wilhelm Canaris, um zu verhandeln. Doch seine Vorhaltungen wegen der neutralen Gewässer beeindruckten die Briten nicht; darüber könne nach dem Krieg gesprochen werden. Immerhin gewann der Kommandant der Dresden dadurch Zeit, um die Versenkung seines Schiffes vorzubereiten. Nach dem Öffnen der Seeventile sank die Dresden um 11.15 Uhr in der Cumberland Bay auf der Position 33° 38′ 6″ S, 78° 49′ 30″ W.

### Schicksal des Schiffes und der Mannschaft

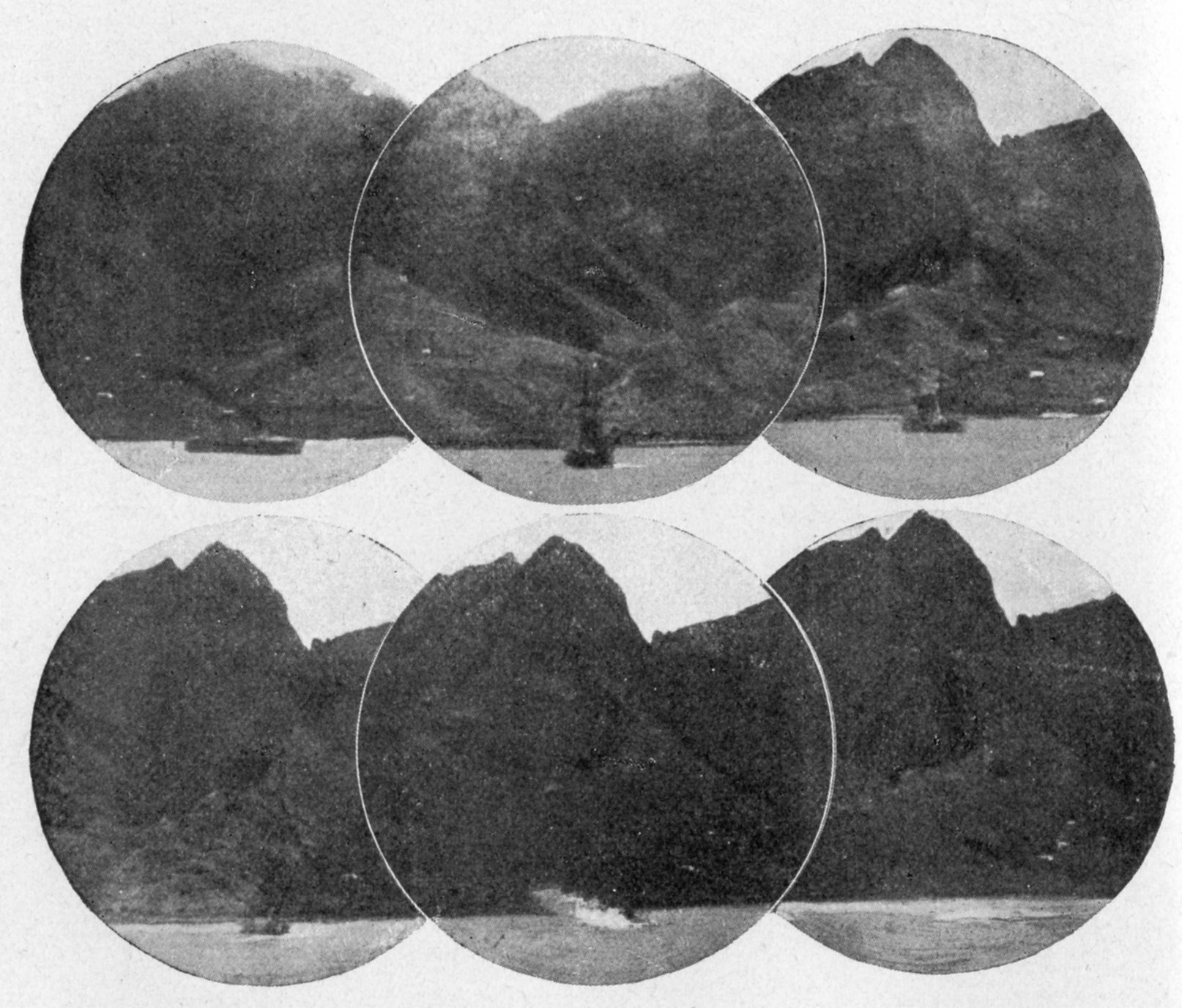
Untergang der Dresden am 14. März 1915 vor der Juan Fernandez-Insel, Chile

Die Besatzung wurde in Chile interniert, wo sie sich selbst versorgen musste. Die Männer hielten Hühner und Kühe und legten auch Gärten an. Mehreren Leuten, darunter auch Wilhelm Canaris, der I. Offizier Kapitänleutnant Kurt Nieden, der Artillerieoffizier Kapitänleutnant Friedrich Burchardi, und der Wach- und Torpedooffizier Oberleutnant zur See Kurt Hartwig, gelang es 1915, zu fliehen und nach Deutschland zurückzukehren. Im November 1916 flüchteten acht Besatzungsangehörige zusammen mit anderen internierten deutschen Seeleuten auf der schon 64 Jahre alten chilenischen Bark Tinto nach Norwegen, wo sie im März 1917 eintrafen. Die übrige Mannschaft der Dresden kehrte erst am 30. Dezember 1919 nach Deutschland zurück.

### Archäologie
Die Dresden liegt seit ihrer Selbstversenkung auf dem Grund der Cumberland-Bucht in 60 Meter Tiefe. Das Wrack war 1956 als chilenisches Nationaldenkmal erklärt worden. Es ist auch als Kriegsgrab ausgewiesen.

#### Evidenzen des Seegefechts

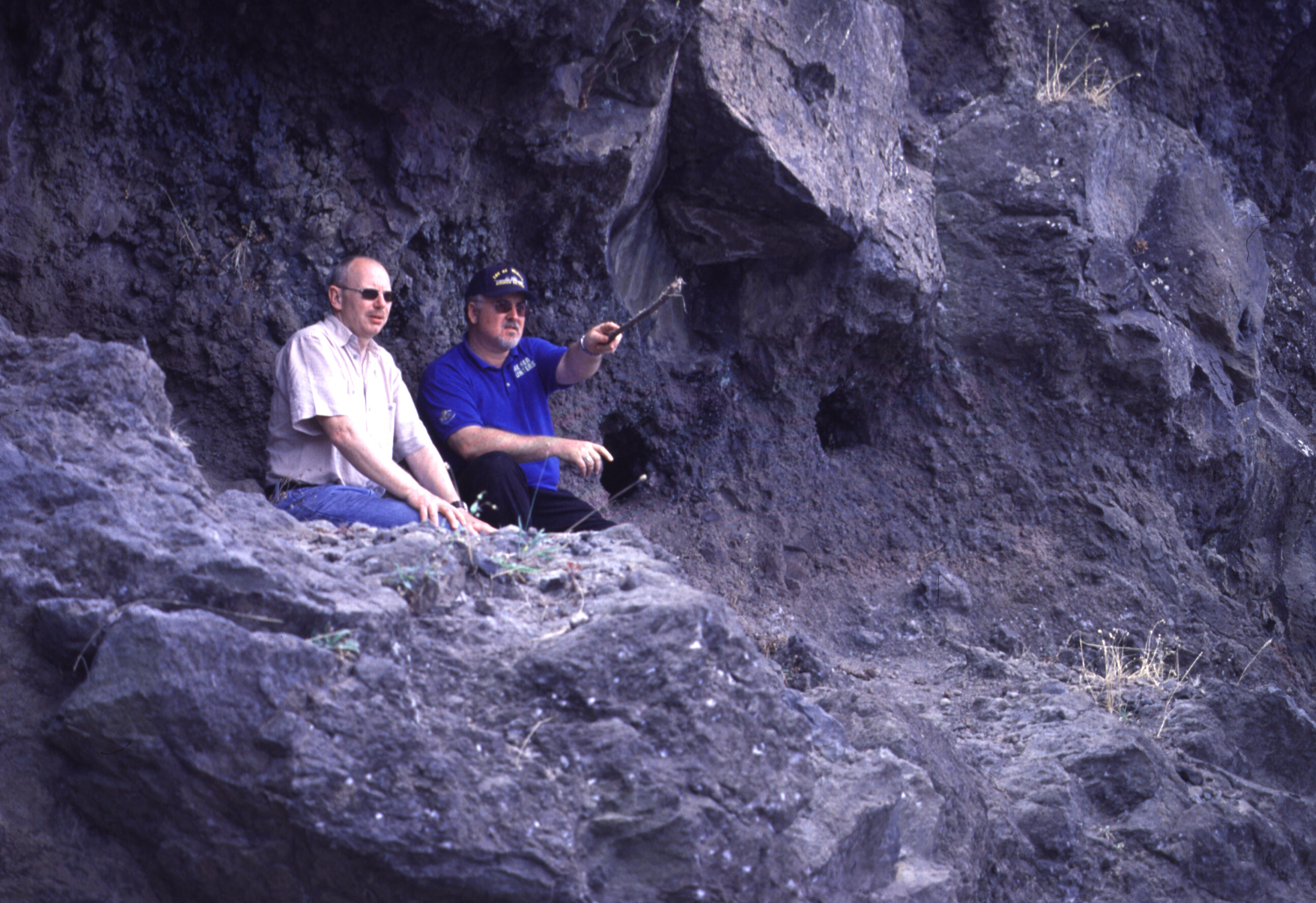
Die Archäologen James P. Delgado (rechts) und Willi Kramer im Jahre 2003 neben den Einschlagslöchern britischer Artilleriegranaten. Punta San Carlos, Robinson Crusoe Island, Chile

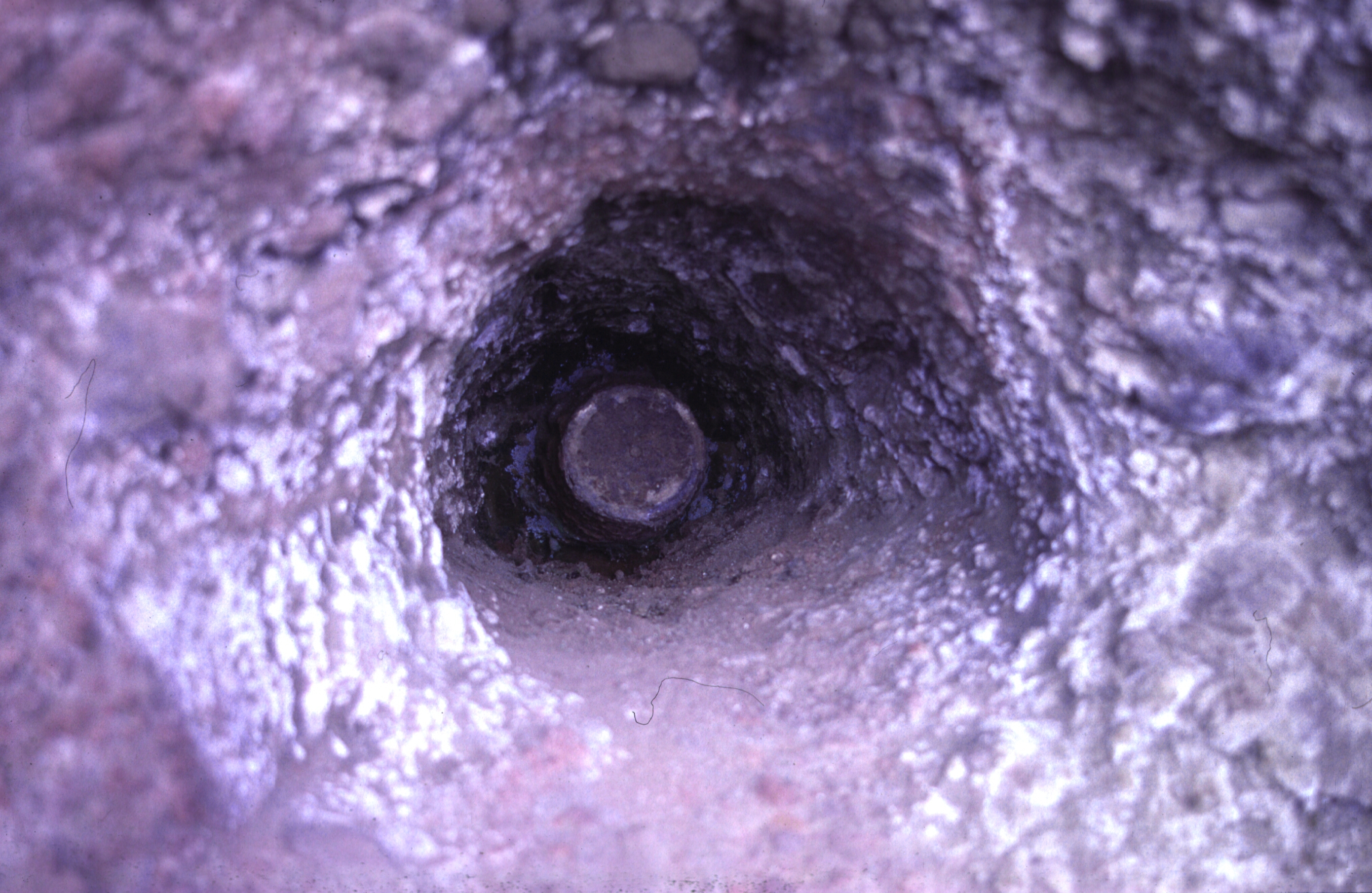
Im weichen vulkanischen Gestein sind die mit Bodenzündern versehenen Granaten nicht explodiert. Der Zünder ist sichtbar, die Granate noch explosionsfähig!

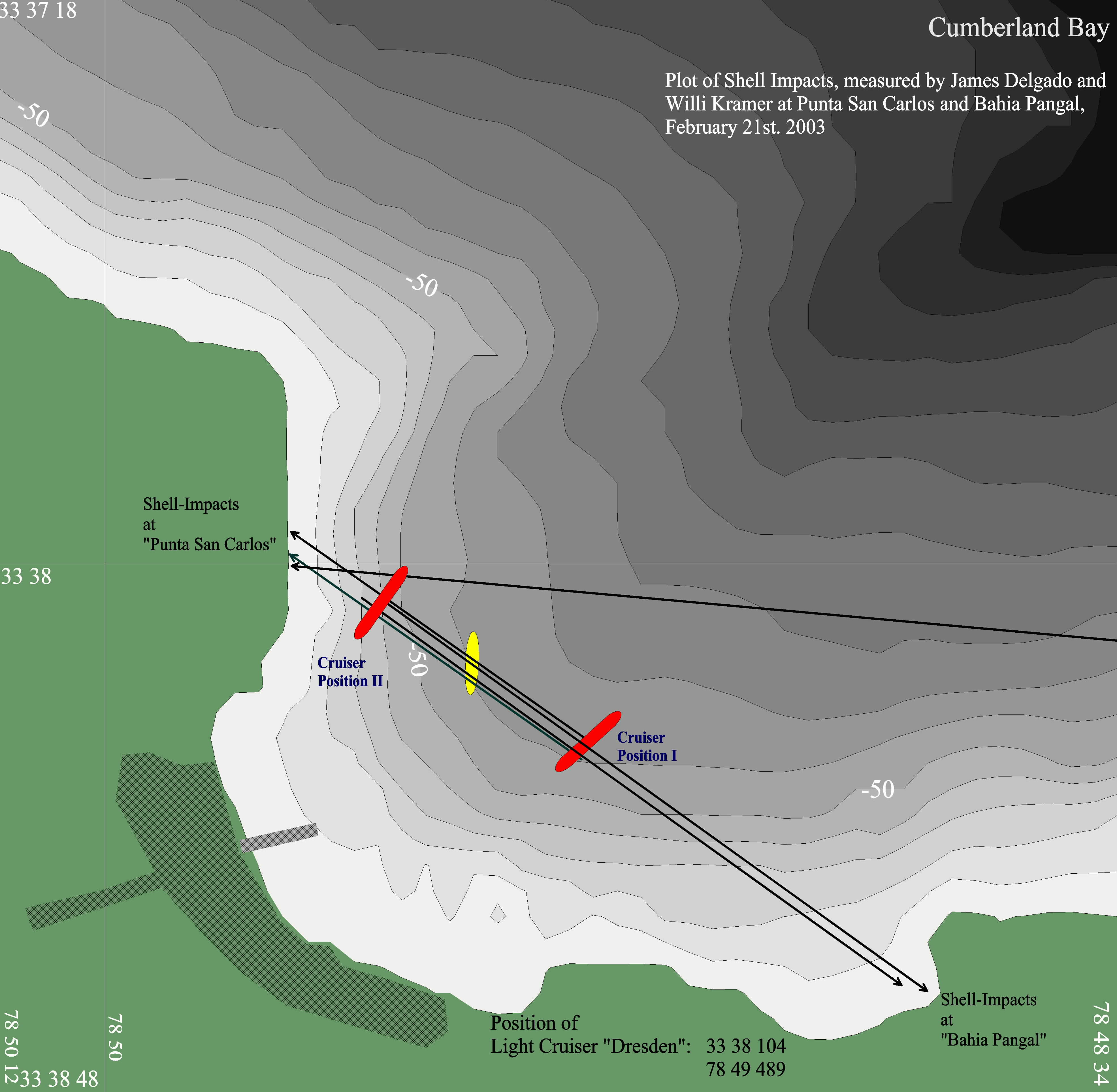
Rekonstruktion der Schusspositionen und Schussrichtungen des Panzerkreuzers Kent nach Delgado und Kramer. SMS Dresden hat sich während des Untergangs leicht gedreht. Cumberland Bay, Insel Robinson Crusoe, Chile

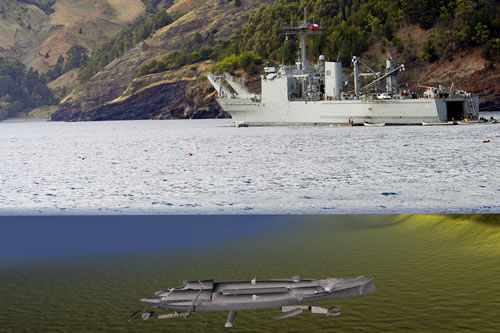
Das durch Plünderungen schwer beschädigte Dresden–Wrack auf dem Seeboden, darüber maßstäblich LST Valdivia. 3d-Visualisierung

Im März 2003 leiteten der amerikanische Marinearchäologe James P. Delgado und der schleswig-holsteinische Archäologe Willi Kramer eine erste Untersuchung des Dresden-Wracks. Sie stand in Zusammenhang mit einem Filmvorhaben der Eco-Nova Productions, Halifax (Nova Scotia) im Auftrag von National Geographic Television. Die Armada de Chile stellte hierzu das Transportschiff LST Valdivia (EX USS San Bernardino (LST-1189), 2011 außer Dienst gestellt) sowie Begleittaucher zur Verfügung. Die Untersuchung war von der Deutschen Botschaft Santiago de Chile sowie dem Consejo de Monumentos Nacionales, der chilenischen Denkmalpflege unterstützt worden. Die kanadischen Berufstaucher Mike und Warren Fletcher wurden von Tauchern der Armada de Chile begleitet.
Delgado und Kramer besahen sich die an der Punta San Carlos und der Bahia Pangal völlig unversehrt verbliebenen Artillerieeinschläge des Panzerkreuzers Kent. Sie stellten fest, dass die aus einem Zwillingsgeschütz verschossenen Sprenggranaten mit Bodenzündern versehen waren. Ihre Explosionen sollten nur durch gepanzerte Schiffswände ausgelöst werden. Dies führte dazu, dass die Geschosse den ungepanzerten Rumpf der Dresden ohne weitere Zerstörungen durchschlugen. Man darf vermuten, dass diese Granaten mit Absicht gewählt wurden. Der Besatzung der Dresden sollte Zeit gegeben sein, das Schiff zu verlassen.
Am Ende ihrer Flugbahn drangen die 15,2 cm - Geschosse ohne zu explodieren bis zu 0,8 Meter in das Vulkangestein ein. An der Punta San Carlos und in der Bahia Pangal sind die Einschläge völlig unversehrt erhalten. Die Archäologen Delgado und Kramer vermaßen die Schusskanäle und erkannten auf diese Weise die Flugbahnen. Die Schusskanäle weisen auf beiden Seiten der Cumberland-Bucht exakt gegenläufige Richtung auf. Damit waren die Schusspositionen und Bewegungen des britischen Panzerkreuzers erkennbar: Kent umkreiste SMS Dresden und feuerte aus geringer Entfernung auf den vor Anker liegenden deutschen Kreuzer, und zwar in Breitseitposition. Die etwas quer dazu liegende Position des Wracks ist beim Untergangsvorgang vor Anker entstanden. Nur ein einzelner Einschuss in der Punta San Carlos war aus größerer Entfernung vor der Cumberland-Bucht abgefeuert worden. Die archäologische Evidenz von gewählten Geschossen, Gefechtsfahrt, Schussposition und -richtung findet sich weder im britischen Bericht noch im Bericht des deutschen Kommandanten. Der britische Kommandant John Luce (1870–1932) hatte seinen Versenkungsauftrag mit weitest möglicher Rücksichtnahme ausgeführt. Bei einem ernsthaft durchgeführten Gefecht mit Kopfzündern wäre es wie beim Schwesterschiff SMS Emden zu schwersten Verlusten an Schiffsführung und Besatzung gekommen. Die von den Archäologen erkannten Evidenzen ließen das Geschehen vom 14. März 1915 in der Cumberland–Bucht neu beurteilen.

#### Wrack und Schiffsglocke
Bei den Prospektionen von Delgado und Kramer am Wrack, wurde die Schiffsglocke entdeckt. Sie lag seitlich liegend auf dem mittleren Deck. Im zerstörten Achterschiffsbereich steckten in einer Spalte mehrere Weinflaschen und etwa 20 Geschirrplatten aus weißem, blau bemaltem Porzellan. Vor dem ehemaligen achteren Mast des Schiffes stand das Hilfssteuerrad aus massivem Messing. Glocke, Steuerrad und Geschirrfunde konnten wegen fehlender Genehmigung nicht geborgen werden.
Zwei Wochen nach dieser ersten Erkundung versuchten zwei Taucher, die Glocke zu stehlen. Dabei war es zu einem Tauchunfall gekommen, der bei dem einen Taucher zu einer Querschnittslähmung führte. Darüber von einem Vertrauten auf der Insel informiert, strebte Kramer bei der chilenischen Denkmalpflege die Bergungsgenehmigung aller gefährdeten Gegenstände an. Diese wurde im Dezember 2005 erteilt.
Für die Bergung der Schiffsglocke im Februar 2006 wurde Kramer von Jörg Duppler begleitet, dem vormaligen Amtschef des Militärgeschichtlichen Forschungsamtes in Potsdam. Den Consejo des Monumentos vertrat die Archäologin Claudia Prado. Die Armada de Chile förderte das Vorhaben „Exploración Arqueológica Submarina al Crucero Ligero Dresden“, indem sie LST Valdivia unter Capitán de Navío Mauricio Madariaga Maluenda sowie Druckkammer und Taucherarzt zur Verfügung stellte. Kramer als Leiter der Unternehmung hatte die Berufstaucher Fernando Landeta und Felipe Mongillo engagiert; die leitenden Taucher der Armada waren Capitán de Corbeta Alejandro Peña und Teniente 1° Felipe Meza. Auch dieses Vorhaben wurde maßgeblich von der deutschen Botschaft Santiago de Chile unterstützt und zu den chilenischen Beteiligten hin koordiniert.
Kramers Bestandsaufnahme ergab, dass sämtliche Aufbauten zerstört sind und zum Teil neben dem Wrack liegen. Das Heck ist fast völlig abgebaut; die Spuren von Schneidbrennern sind unübersehbar. Während die Kasemattgeschütze entfernt sind, stehen die Decksgeschütze noch an ihren Plätzen bzw. in ihrer Region. Das Steuerbord-Mittschiffsgeschütz hatte sein Rohr im Jahre 2003 noch nach außen gerichtet, 2006 nach innen. Die drei von der Parsons Marine Steam Turbine Company in Newcastle upon Tyne gefertigten Schiffsschrauben sind noch vorhanden. Nur Parsons konnte zur Bauzeit der Dresden kavitationsfeste Propeller für hohe Drehzahlen und Drücke fertigen. Das Hilfssteuerrad war verschwunden, ebenso die Porzellan- und Glasgegenstände.
Die Glocke wurde aufrecht stehend angetroffen mit einem angeschlagenen Stahlseil. Ihre Bergung erfolgte am 24. Februar. Sie wurde zunächst dem Museo Marítimo der Armada de Chile in Valparaíso übergeben. Museumsdirektor, Capitán de Navío Patricio Valenzuela Sotomayor sorgte für eine erste Konservierung der Glocke in destilliertem Wasser.
Im Juli 2005 verhandelte Kramer mit dem Consejo de Monumentos und der Armada de Chile über eine Leihgabe an das Militärhistorische Museum in Dresden. Dabei unterstützten ihn Militärattaché Freg.-Kapitän Jürgen Maruschke und Kulturattaché Peter Neven von der deutschen Botschaft. Es wurde unter anderem vereinbart, dass zwei Nachgüsse erstellt würden, von denen eine der Insel übergeben werden sollte. Mit Mitteln des Auswärtigen Amtes und der Bauwerft der Dresden, Blohm + Voss in Hamburg konnte dies 2008 in der Glockengießerei Rudolf Perner realisiert werden. Die feierliche Übergabe an die Inselbewohner fand 2015 statt.
Das 144 kg schwere Original hatten Kühne + Nagel kostenlos nach Schleswig transportiert. In den Restaurierungswerkstätten des Archäologischen Landesmuseums wurde es gereinigt und konserviert. Am 20. Juni 2007 übergab die chilenische Botschafterin Marigen Hornkohl die Glocke im Schleswig-Holsteinsaal des Schleswig-Holsteinischen Landtag als Leihgabe an Vizeadmiral Wolfram Kühn. Vom 14. November 2008 an war sie im Militärhistorischen Museum in Dresden ausgestellt. Am 14. März 2023 gab die deutsche Botschafterin Irmgard Maria Fellner die Glocke in einer feierlichen Veranstaltung zurück an den Comandante en Jefe de la Armada, Almirante Juan Andrés De la Maza, und an die Subsecretaria de Patrimonio Cultural y Presidenta del Consejo de Monumentos Nacionales, Carolina Pérez. Die Botschafterin in ihrer Rede (übersetzt):
„Die Glocke ist ein Symbol für die guten Beziehungen zwischen Chile und Deutschland; sie ist auch ein Beispiel dafür, wie die Erinnerung ein Quantensprung für zwei Länder sein kann, denn 15 Jahre lang haben Chilenen und Deutsche gemeinsam daran gearbeitet, diesen Traum zu verwirklichen. Es ging dabei nicht nur um die Originalglocke, die in Deutschland restauriert wurde, sondern auch um zwei Kopien, die Zeugnisse dieser sehr interessanten Geschichte sind. Eine Kopie befindet sich in nun Dresden, der deutschen Stadt, nach der das Schiff benannt ist, die zweite auf der Robinson-Crusoe-Insel und das Original im Museo Maritimo von Valparaiso. Dies ist das Dreieck der Freundschaft zwischen Chile und Deutschland“.

### Tradition
Der Name dieses Schiffes wurde noch während des Krieges an den Kreuzerneubau Dresden vergeben.

## Kommandanten
- Korvettenkapitän Graf Harry von Posadowsky-Wehner – November 1908
- Kapitänleutnant Max Fleck – November 1908 bis Januar 1909
- Korvettenkapitän Graf Harry von Posadowsky-Wehner – Januar bis März 1909
- Fregattenkapitän Eduard Engels – April bis Juli 1909
- Kapitänleutnant Max Fleck – Juli bis September 1909
- Fregattenkapitän/Kapitän zur See Eduard Varrentrapp – September 1909 bis September 1911
- Fregattenkapitän Max Köthner – September 1911 bis September 1912
- Fregattenkapitän Heinrich Retzmann – September 1912 (in Vertretung)
- Fregattenkapitän Fritz Lüdecke – September 1912 bis Dezember 1913
- Fregattenkapitän Erich Köhler – Dezember 1913 bis Juli 1914
- Fregattenkapitän/Kapitän zur See Fritz Lüdecke – Juli 1914 bis März 1915

weitere Person -
- Wilhelm Canaris Marineoffizier und Adjutant des Kommandanten

## Fotogalerie

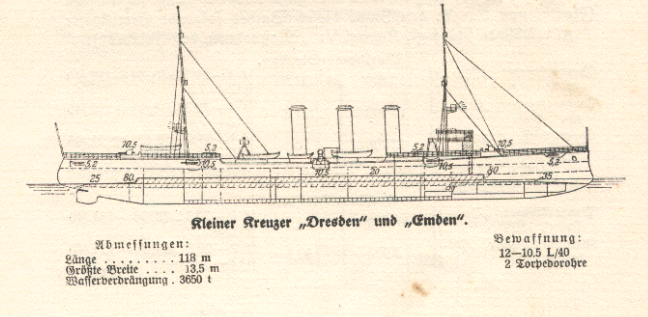
Kreuzer der Dresden-Klasse aus „Köhlers Flottenkalender“ von 1910
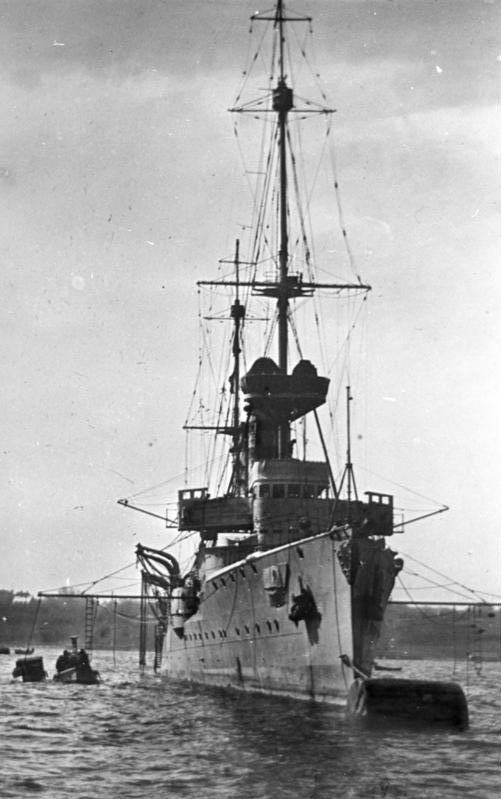
Bugansicht der Dresden, ca. 1908–1915
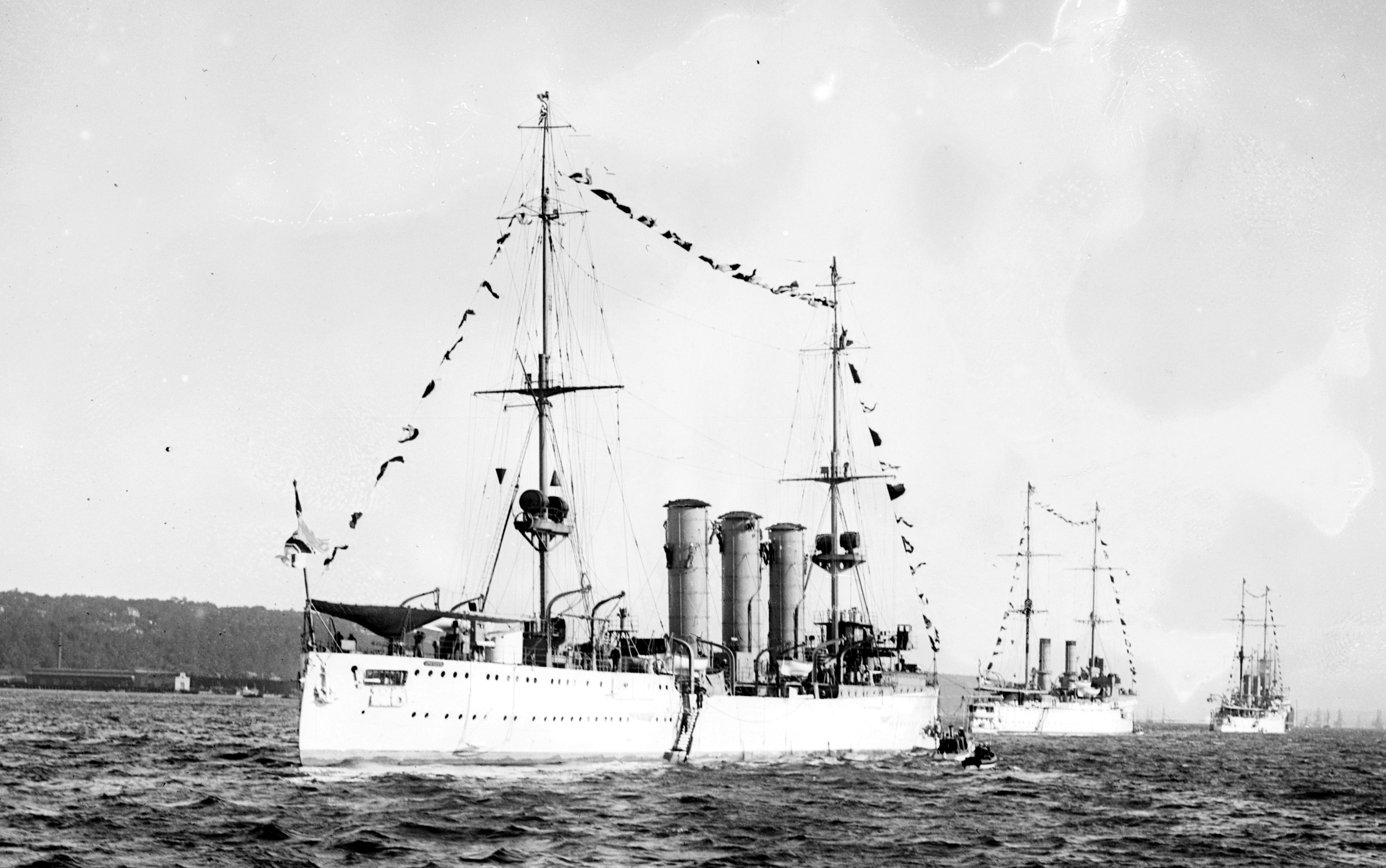
SMS Dresden während einer Flottenparade, September/Oktober 1909 bei New York City
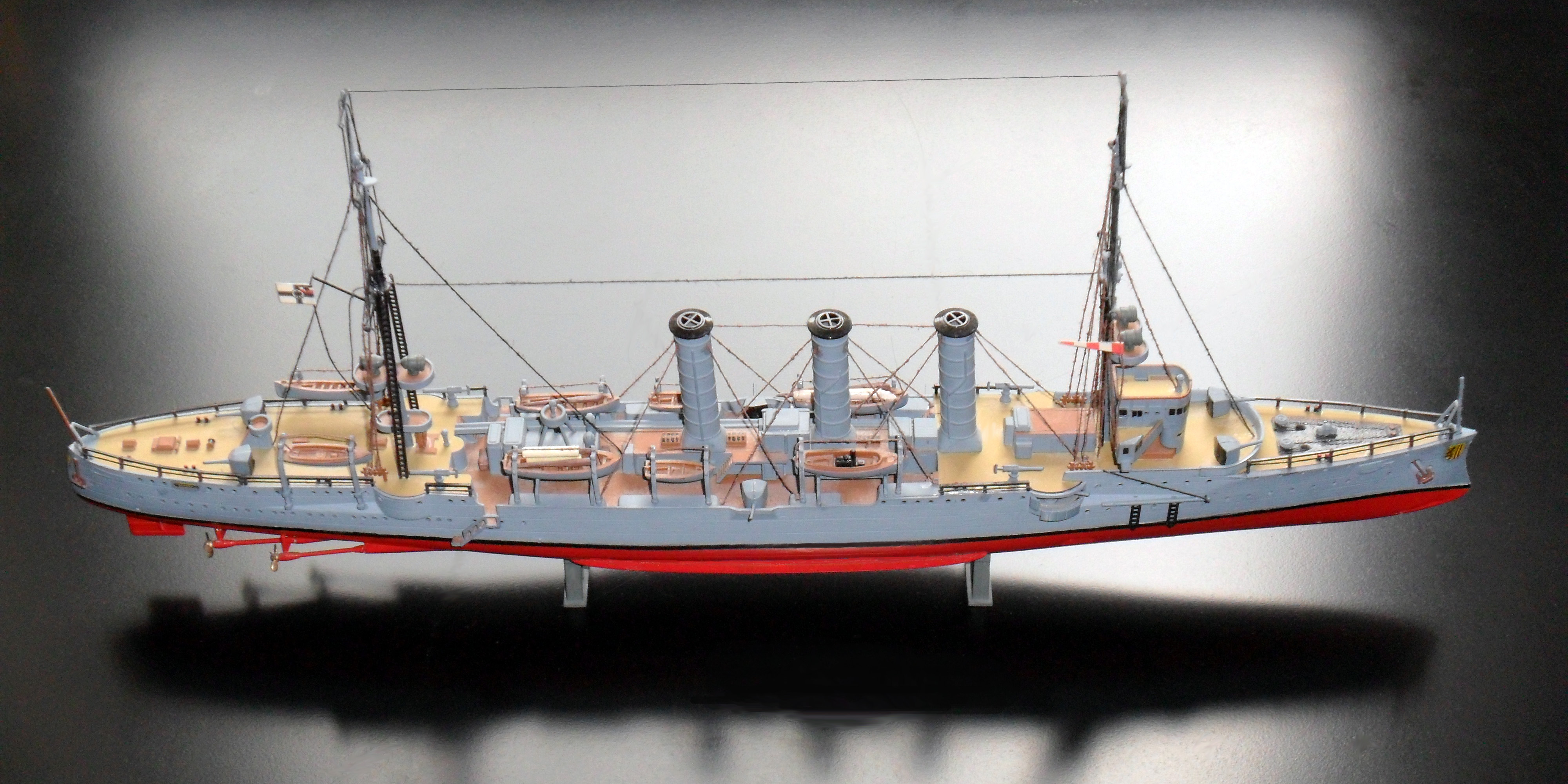
Modell der SMS Dresden (Maßstab 1:350)
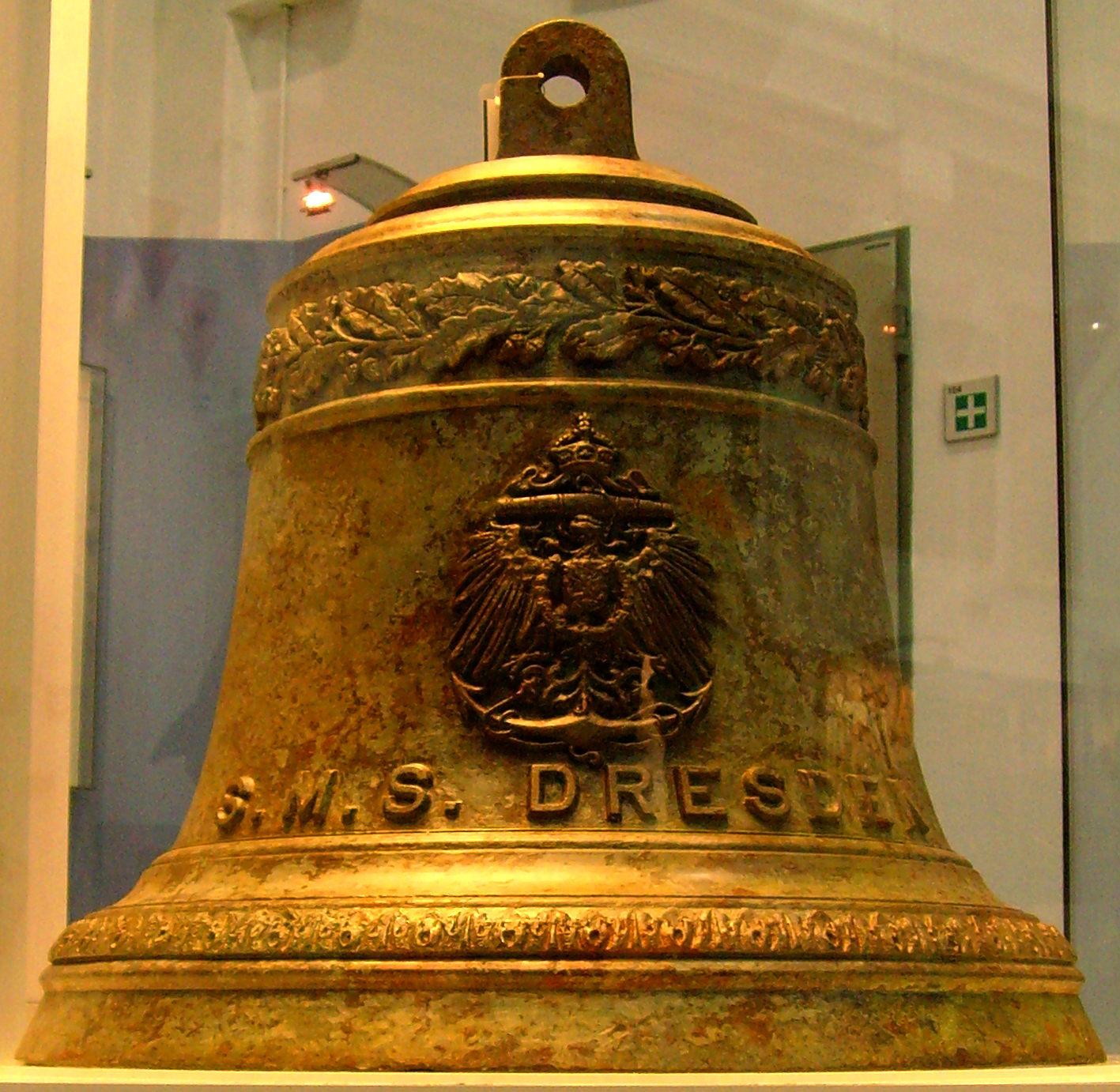
Die Schiffsglocke der Dresden

## Trivia
Einige Berge der Coast Mountains entlang der kanadischen Pazifikküste sind nach Schiffsnamen des Seegefechts bei Coronel benannt, so der 2656 m hohe Mount Dresden, der im Jahre 2006 zur 800-Jahr-Feier der Stadt wieder bestiegen wurde.

## Film

### Dokumentationen
- Der Untergang der „SMS Dresden“. Produktion: National Geographic.
- Jürgen Stumpfhaus (Regie): Unter kaiserlicher Flagge – Hetzjagd vor Kap Horn. 2-teilige Dokumentation, Deutschland 2006, RBB, Erstausstrahlung 2006 arte.[17]
- Steffen Hengst/Peter-Hugo Scholz: Versenkte Legende – Auf den Spuren von Kleiner Kreuzer Dresden. Deutschland 2009, 45 min.
- Schulungsfilm der Royal Navy aus den 1920er Jahren: The Battle of Coronel and the Falklands.

### Spielfilm
- Nach einer Novelle von C. S. Forester – Brown on Resolution entstand 1935 ein Spielfilm mit gleichem Titel. Sein Held, der Matrose Brown, wird von der Dresden aufgelesen. (Brown on Resolution bei IMDb)